# Furiko
Furiko (振り子?) è un cortometraggio d'animazione del 2012 diretto da Tekken.
Creato con la sovrapposizione di più di 1.620 disegni eseguiti a mano, l'anime narra le vicende di una coppia e della loro vita insieme scandita dagli alti e bassi che affrontano.
La rock band inglese dei MUSE ha usato l'animazione come videoclip ufficiale per la canzone Exogenesis: Symphony Part 3 (Redemption).

## Produzione
Nel marzo 2014 è inoltre uscito il film omonimo ispirato dal cortometraggio di Tekken, con Shido Nakamura e Manami Konishi nei ruoli di protagonisti.